# Párizs 13. kerülete
Párizs 13. kerülete (XIIIe arrondissement) Franciaország fővárosának 20 kerületének egyike. A beszélt francia nyelven ezt a kerületet treizième-nek nevezik.
A Gobelins nevű kerület a Szajna bal partján fekszik. Itt található Párizs legfőbb ázsiai közössége, a Quartier Asiatique, amely a kerület délkeleti részén található, egy olyan területen, ahol sok emeletes lakóház található. A negyedben magas a kínai és vietnami vállalkozások koncentrációja. A jelenlegi polgármester Jérôme Coumet (szocialista), akit 2008. március 29-én választott újra a kerületi tanács, miután a 2008-as francia önkormányzati választások második fordulójában az általa vezetett lista a leadott szavazatok 70%-át szerezte meg, majd 2014. április 13-án és 2020-ban is újraválasztották.
A 13. kerületben található a Bibliothèque François Mitterrand és az újonnan épült Paris Rive Gauche üzleti negyed is.

## Közlekedés

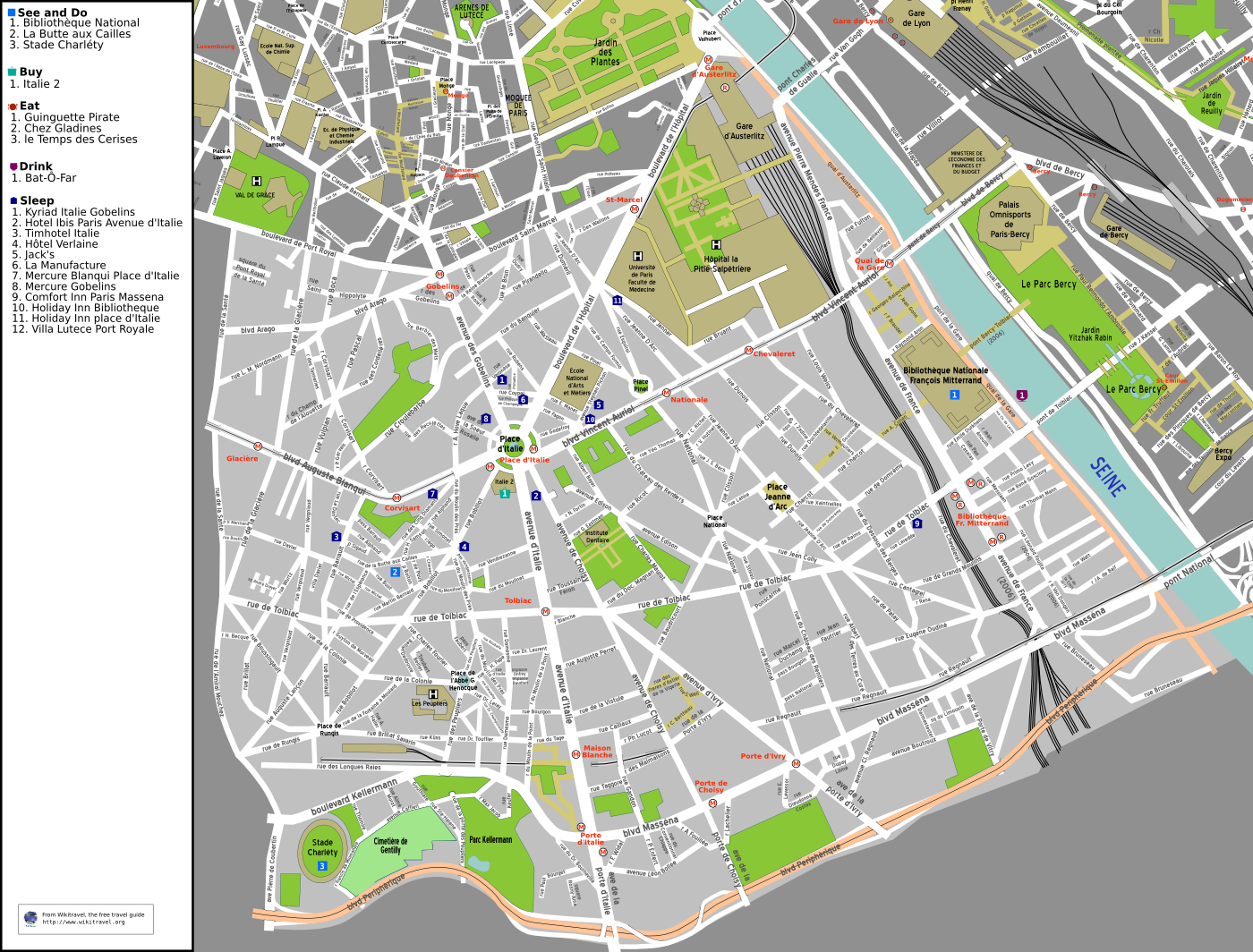
A 13. kerület metró- és RER vonalai

## Népesség
| Lakosok száma | 184 034 | 183 117 | 182 099 | 180 632 | 180 005 | 177 833 | 178 350 | 177 735 |
|               | 2009    | 2016    | 2017    | 2018    | 2019    | 2020    | 2021    | 2022    |